# دونا دوغلاس
دونا دوغلاس (بالإنجليزية: Donna Douglas)‏ ( 26 سبتمبر 1932 - 1 يناير 2015) ممثلة كوميدية أمريكية بدأت مسيرتها الفنية عام 1956.
توفيت 1 يناير 2015 الممثلة الأمريكية Donna Douglas عن عمر ناهز 81 عاماً.

## الأعمال
- توايلايت زون
- المربية

## الوفاة
في 1 يناير 2015 توفيت بسبب سرطان البنكرياس ودفنت.

## وصلات خارجية
- دونا دوغلاس على موقع IMDb (الإنجليزية)
- دونا دوغلاس على موقع ألو سيني (الفرنسية)
- دونا دوغلاس على موقع ميوزك برينز (الإنجليزية)
- دونا دوغلاس على موقع أول موفي (الإنجليزية)
- دونا دوغلاس على موقع قاعدة بيانات الأفلام السويدية (السويدية)
- دونا دوغلاس على موقع إن إن دي بي (الإنجليزية)
- دونا دوغلاس على موقع قاعدة بيانات الفيلم (الإنجليزية)
- دونا دوغلاس على موقع كينوبويسك (الروسية)